# اوکلی کانونیر
اوکلی کانونیر (انگلیسی: Oakley Cannonier؛ زادهٔ ۶ مهٔ ۲۰۰۴) بازیکن فوتبال اهل بریتانیا است که در حال حاضر برای آکادمی و بازیکنان ذخیره باشگاه فوتبال لیورپول بازی می‌کند. 
وی همچنین در تیم‌های ملی فوتبال زیر ۱۵ سال انگلستان، زیر ۱۶ سال انگلستان، زیر ۱۸ سال انگلستان و زیر ۱۹ سال انگلستان بازی کرده است.